# Pegomya flavifrons
Pegomya flavifrons este o specie de muște din genul Pegomya, familia Anthomyiidae. A fost descrisă pentru prima dată de Walker în anul 1849. Conform Catalogue of Life specia Pegomya flavifrons nu are subspecii cunoscute.